# Refugio Caleta Péndulo
El refugio naval Caleta Péndulo fue un refugio antártico de Argentina ubicado en la costa de la caleta del mismo nombre, en Puerto Foster, isla Decepción en las Shetland del Sur. Fue inaugurado por la Armada Argentina el 19 de noviembre de 1947.
Fue el primer refugio instalado por las Fuerzas Armadas argentinas en la Antártida. La construcción del refugio se produjo durante la segunda gran campaña antártica argentina en el verano de 1947-1948 como apoyo a la construcción del Destacamento Naval Decepción, que fue inaugurado el 25 de enero de 1948 en la parte opuesta de la isla. 
El precario refugio fue destruido por las tormentas y la Armada Argentina lo reconstruyó el 4 de abril de 1949 junto con otro en bahía Teléfono. El 15 de febrero de 1950 el refugio fue demolido por el Reino Unido, pero fue reconstruido nuevamente por la Armada entre fines de 1951 y principios de 1952. Al deteriorarse nuevamente, fue abandonado y un nuevo refugio fue construido en la bahía Balleneros en enero de 1953: el refugio Teniente Lasala.
Años más tarde, en 1955 Chile instaló a pocos cientos de metros del refugio la Base Presidente Pedro Aguirre Cerda. Una erupción volcánica el 4 de diciembre de 1967 arrasó la base chilena y los restos del refugio argentino.
El nombre de la caleta, que también se le dio al refugio, recuerda las observaciones magnéticas realizadas con péndulos en el lugar por la expedición británica de Henry Foster en 1828.